# Podnoszenie ciężarów na Letnich Igrzyskach Olimpijskich 2024 – waga do 81 kg kobiet
Rywalizacja w wadze do 81  kg kobiet w podnoszeniu ciężarów na Letnich Igrzyskach Olimpijskich 2024 została rozegrana w dniu 10 sierpnia 2024 roku na terenie hali Paris Expo Porte de Versailles.

## Terminarz
| Data        | Godzina |       |
| ----------- | ------- | ----- |
| 10 sierpnia | 16:00   | Finał |

## Wyniki
| Pozycja | Zawodniczka                  | Reprezentacja                      | Rwanie | Rwanie | Rwanie | Rwanie | Podrzut | Podrzut | Podrzut | Podrzut | Wynik |
| Pozycja | Zawodniczka                  | Reprezentacja                      | 1      | 2      | 3      | Wynik  | 1       | 2       | 3       | Wynik   | Wynik |
| ------- | ---------------------------- | ---------------------------------- | ------ | ------ | ------ | ------ | ------- | ------- | ------- | ------- | ----- |
| złoto   | Solfrid Koanda               | Norwegia                           | 117    | 121    | 124    | 121    | 148     | 154     | 162     | 154     | 275   |
| srebro  | Sara Ahmed                   | Egipt                              | 113    | 117    | 119    | 117    | 146     | 151     | 155     | 151     | 268   |
| brąz    | Neisi Dajomes                | Ekwador                            | 118    | 118    | 122    | 122    | 145     | 145     | 151     | 145     | 267   |
| 4       | Eileen Cikamatana            | Australia                          | 113    | 117    | 120    | 117    | 145     | 149     | 149     | 145     | 262   |
| 5       | Yudelina Mejía               | Dominikana                         | 111    | 111    | 115    | 111    | 145     | 150     | 157     | 145     | 256   |
| 6       | Kim Su-hyeon                 | Korea Południowa                   | 110    | 110    | 113    | 110    | 140     | 147     | 147     | 140     | 250   |
| 7       | Laura Amaro                  | Brazylia                           | 105    | 110    | 110    | 105    | 130     | 135     | 140     | 135     | 240   |
| 8       | Rigina Adashbaeva            | Uzbekistan                         | 100    | 103    | 105    | 105    | 125     | 131     | 136     | 131     | 236   |
| 9       | Yekta Jamali                 | Olimpijska reprezentacja uchodźców | 95     | 99     | 103    | 103    | 124     | 128     | 133     | 128     | 231   |
| 10      | Mönkhjantsangiin Ankhtsetseg | Mongolia                           | 100    | 106    | 108    | 100    | 120     | 125     | —       | 125     | 225   |
| 11      | Ajah Pritchard-Lolo          | Vanuatu                            | 85     | 89     | 92     | 89     | 103     | 108     | 112     | 108     | 197   |
| —       | Ayamey Medina                | Kuba                               | 96     | 100    | 103    | 100    | 120     | 120     | —       | —       | DNF   |
| —       | Weronika Zielińska-Stubińska | Polska                             | 106    | 106    | 107    | —      | —       | —       | —       | —       | DNF   |